# Wortstamm
Als Wortstamm oder kurz Stamm bezeichnet man in der Grammatik (und zwar der Morphologie) einen Bestandteil eines Wortes, der als Ausgangsbasis für weitere Wortbildung dienen kann; beispielsweise ist „Teil“ ein Stamm, der die Weiterbildung „Teilchen“ ermöglicht. Der Stamm kann meist auch flektiert werden (Mehrzahl „Teil-e“); dies ist für die Definition aber weniger entscheidend. Stämme können bei einer Weiterbildung verändert werden bzw. es kann eine Auswahl zwischen Stammvarianten für bestimmte Zwecke geben, etwa: „Hund – Hündchen“. (Populäre Erläuterungen des Wortstamms als „der Teil eines Wortes, der sich nicht verändert“ sind also unrichtig.)
Ein Stamm ist nicht immer, aber häufig etwas, was im Wort einem Affix gegenübersteht; von einem Stamm ist aber im genauen Sinn nur dann die Rede, wenn mit diesem Wortteil weitere Wortbildung möglich wäre.
Ein Stamm kann selbst zusammengesetzt sein, also bereits Produkt einer Wortbildungsregel sein (Sekundärstamm), oder er kann eine nicht weiter zerlegbare Einheit sein (Primärstamm, teilweise in dieser Bedeutung auch Wurzel genannt).

## Beispiele
Beispiel: TRINK ist eine Wurzel, die in folgender Weise weitergebildet werden kann:
- als verbaler Stamm in einem flektierten Verb wie trink-e / trink-st etc., ebenso im Infinitiv trink-en
- als verbaler Stamm für die Ableitung eines Substantivs wie Trink-er
- als verbaler Stamm in einem zusammengesetzten Substantiv wie Trink-brunnen.

Somit kann die Wortzusammensetzung (Komposition) als Verbindung aus zwei Stämmen definiert werden. Im Beispiel Trinkbrunnen ist also Trink- „ein Stamm“, der im Kompositum neben anderen Stämmen enthalten ist, folglich ist mit Stamm hier eine bestimmte Sorte von Wortbaustein gemeint. Bei der Wortableitung Trink-er hingegen  bedeutet Stamm auch eine bestimmte Funktion für den Wortaufbau: Der Teil Trink- ist „der Stamm“ der gesamten Form, also das, was den Anschlusspunkt für das Affix bildet.
Stämme können also miteinander zu komplexen Stämmen kombiniert werden. Auch das Wortbildungsprodukt Trinkbrunnen kann dann wiederum Stamm sein für die flektierte Form Trinkbrunnen-s (Genitiv) oder für weitere Komposition verwendet werden, wie in Trinkbrunnen-reinigung. Ebenso ist das Ergebnis der Ableitung Trink-er wiederum ein Stamm, der flektiert werden kann (des Trinker-s) oder für Komposition weiterverwendet werden kann (wie in Trinker-nase) oder für Derivation (wie in Trinker-in).
Zu den Flexionsformen gehört auch der Infinitiv (wie etwa trink-en). Der Infinitiv wird aber im Deutschen häufig mitgenannt, wenn eine „Grundform“ eines Verbs benötigt wird (man sagt zum Beispiel oft Dinge wie: „Das Wort Trinkbrunnen ist eine Zusammensetzung aus trinken und Brunnen“). Da der Verbstamm normalerweise nicht allein auftreten kann (im Unterschied zu den Stämmen von Substantiven und Adjektiven, siehe unten), ist der Infinitiv dann die neutralste Form, die genannt werden kann – aber er ist keine Grundform im Sinne von Wortstamm.

## Definition und Begriffsvarianten

### Stamm und Basis
Ein Stamm kann Ausgangspunkt zur Bildung von flektierten Wortformen sein, wird aber in der Regel als ein Element definiert, das selbst unflektiert ist. Typischerweise geschieht das Hinzufügen einer Flexion zu einem Stamm dann durch Affixe, jedoch gibt es auch Prozesse, die ins Innere seiner Gestalt eingreifen können (siehe weiter unten).
Im Gegensatz zu Stamm wird der Begriff Basis in einem allgemeineren Sinn verwendet, um jede Art von Element zu bezeichnen, das als Gegenstück zu einem Affix dient, oder auch zu einem Klitikon. Der Unterschied zwischen Stamm und Basis zeigt sich, wenn an eine bereits flektierte Form noch etwas angefügt werden soll. Ein Beispiel ist die reflexive Form von Verben im Russischen, bei denen die Reflexivendung -s an die Personalform angefügt wird:
```
бреюсь
brejus' = bre - ju - s'
     rasieren- 1.sg- REFL
     „ich rasiere mich“
```

Hier ist die Form breju („ich rasiere“) die Basis für die Anfügung des Reflexivs -s, aber breju wäre nicht als Wortstamm zu bezeichnen, denn eine solche bereits flektierte Form könnte nicht mehr als Ausgangspunkt für Wortbildungsprozesse dienen (etwa die Ableitung eines Substantivs).
Andererseits ist der Begriff der Basis insofern eingeschränkter als er nur bei Affigierung und Klitisierung eine Rolle spielt, wogegen Stämme auch in der Komposition verwendet werden.

### Stamm und Wurzel
Wurzel ist häufig eine Bezeichnung für ein Element, das nicht zerlegbar ist und als Stamm benutzt werden kann, sie ist dann also ein Spezialfall eines Stammes (ein Primärstamm). Andere Terminologien treffen jedoch auch eine Unterscheidung zwischen einer Wurzel und einem nicht zerlegbaren Stamm: In manchen Sprachen müssen die für Wortbildung und Flexion benötigten Primärstämme erst durch morphophonologische Prozesse (z. B. Ablaut) aus einer zugrundeliegenden Wurzel gebildet werden. Hier ist also die Wurzel, im Gegensatz zum Stamm, etwas, was nicht für sich in Erscheinung treten kann. Zum Beispiel lässt sich im Sanskrit eine Wurzel hṛ- für die Bedeutung „nehmen“ identifizieren, als Präsensstamm dient die Form hara- (abgeleitet, dennoch nicht zerlegbar, also ein morphologischer Primärstammm). Auch im Arabischen werden Wurzeln in diesem Sinn beschrieben; z. B. k-t-b „schreiben, Buch“ (Wurzel) → -ktub- (Präsensstamm, morphologischer Primärstamm). Siehe den Artikel Radikal (semitische Sprachen) zum Begriff der Wurzel in der Semitischen Sprachwissenschaft.
Wenn Wurzeln als eher abstrakte Einheiten erscheinen, wird ihnen unter Umständen auch kein Merkmal für eine bestimmte Wortart (Kategoriemerkmal) zugeschrieben, sondern es tritt erst im Lauf der morphologischen oder syntaktischen Weiterverarbeitung dazu. Diese Annahme findet sich in der traditionellen Indogermanistik ebenso wie in modernen Theorien wie der Distributed Morphology. Bei zusammengesetzten Stämmen ist die Wortstruktur jedoch in der Regel mit Kategoriemerkmalen aufzuschlüsseln; siehe hierzu das Beispiel unter Kopf (Grammatik) #Komposition.
Vereinzelt werden auch noch andere Bezeichnungskonventionen für das Verhältnis von „Stamm“ und „Wurzel“ vertreten: etwa dass Wurzel eine tiefere Ebene und Stamm eine komplexere Ebene der Zusammensetzung bezeichnet (so dass auch Wurzeln zusammengesetzt sein können), oder dass „Stamm“ mit elementaren Einheiten, also Wurzeln/Primärstämmen, gleichgesetzt wird, und komplexe Stämme als „Stammgruppe“ bezeichnet werden.

### Flexionsstamm, Derivationsstamm, Kompositionsstamm
Wortstämme können Varianten ausbilden, unter anderem deswegen, weil nach verschiedenen Arten der Weiterbildung differenziert werden kann. Dann unterscheidet man nach Flexionsstämmen, Derivationsstämmen und Kompositionsstämmen eines Lexems.
Ein Wortstamm, der speziell dazu dient, mit einer Flexionsendung versehen zu werden, kann als Flexionsstamm bezeichnet werden. In manchen Fällen sind für Flexionsformen bestimmte Varianten eines Wortstamms zuständig, die sich von solchen Varianten unterscheiden, die in der Wortbildung vorkommen. Beispiel: Der Verbstamm „klag-“ liegt den Flexionsformen zugrunde: „klag-st“, „klag-te“, „klag-en“ (Infinitiv oder 1./3. Person Plural). In den Ableitungen „Kläg-er“, „kläg-lich“ liegt eine Variante des Stamms vor, die nicht für die Verbflexion benutzt wird (also ein Derivationsstamm) (siehe hierzu auch den nachfolgenden Abschnitt zur Stammveränderung).
Es gibt auch Fälle, wo prinzipiell nur ein Wortbildungsstamm, aber kein Flexionsstamm verfügbar ist, sogenannte Konfixe. Dies sind Elemente, die in der Wortbildung mit Affixen kombiniert werden können, aber keine freistehend benutzbaren Wortformen bilden können. Beispiel: „ident-“, das nur in Wortbildungen auftritt wie „ident-isch, Ident-ität, ident-ifizieren“.
In der Formenbildung eines Wortes können auch mehrere Stammvarianten unterschieden werden, die für jeweils verschiedene Flexionskategorien verwendet werden, zum Beispiel bei Verben ein Stamm für Präsens-Endungen und ein anderer Stamm für Perfekt-Endungen. Siehe hierzu den Artikel Stammform (Verb).
Analog kann von Kompositionsstämmen gesprochen werden, wenn eine besondere Form des Stamms für Komposita verwendet wird. Beispielsweise können Bildungen mit Fugenmorphem als verschiedene Kompositionsstämme analysiert werden, etwa die verschiedenen Erstglieder in Kind-frau, Kinds-mutter, Kindes-kind und Kinder-zimmer als Kompositionsstämme des Lexems KIND.

## Stamm und Wort
Im Deutschen, ebenso wie in vielen anderen Sprachen, kann unter Umständen auch die Form des Stammes allein, ohne weitere Endungen, schon als ein selbständiges Wort dienen, z. B. häufig bei Substantiven und Adjektiven: In dem Ausdruck einen Trinker wird zwar beim Artikel der Akkusativ durch ein Affix -en markiert, aber beim Substantiv wird der Stamm Trinker unverändert benutzt.
Die Unterscheidung zwischen „Stamm“ und „Wort“ wird jedoch auch beibehalten, wenn beide gleich aussehen, denn es geht dabei auch um die Funktion der betreffenden Einheit. „Stamm“ ist ein Begriff, der in Regeln des Wortaufbaus vorkommt (morphologische Regeln), wogegen syntaktische Regeln nach verbreiteter Auffassung nur auf in sich abgeschlossene „Wörter“ Zugriff haben, nicht auf Stämme. Im obigen Beispiel wird Trinker dadurch zum Wort, dass ihm im Satzzusammenhang (…einen Trinker…) das Merkmal „Akkusativ“ zugeschrieben werden muss.
Das Zusammenspiel zwischen Morphologie und Syntax wird allerdings in verschiedenen Grammatiktheorien unterschiedlich gesehen. Es gibt auch Konzeptionen mit abstrakteren Syntaxregeln, die sich direkt auf Wortteile beziehen können; ein Beispiel ist die distributed morphology.

## Stammveränderung und morphologische Analyse
Wenn ein Stamm bei seiner morphologischen Weiterverarbeitung in sich Veränderungen zeigt, im Deutschen zum Beispiel der Vokalwechsel bei Ablaut und Umlaut, gibt es verschiedene Möglichkeiten der Analyse.
Will man  Wortformen stets als eine Aneinanderkettung von Elementen (d. h. Morphen) erklären, so kann man auf die oben erläuterte Unterscheidung von Flexionsstämmen zurückgreifen und mehrere Varianten des Stamms im Lexikon ansetzen. Bei der Pluralbildung Traum – Träume also dann [1]Traum- und [2]Träum-. Morphologische Regeln würden dann vorschreiben, welche der beiden Stammvarianten jeweils gewählt werden muss; so hätte z. B. die Regel der Pluralbildung auf -e dann die Form: Stamm2__-e (d. h. „-e verlangt Stamm2“). In diesem Fall gibt es also Allomorphie von Stämmen (nicht nur von Affixen).
Wird angenommen, dass morphologische Operationen neben Affigierung auch globale Veränderungen in der Gestalt der Basis bewirken können, so kann ein einziger Wortstamm angesetzt werden: Dann wäre im obigen Beispiel der Stamm der flektierten Wortform Träume (Nominativ Plural) derselbe  wie für den Singular, nämlich TRAUM; die Form Träum- entsteht dann erst durch eine morpho(phono)logische Regel, die bei der Pluralbildung die Gestalt des Stamms insgesamt auf eine neue Gestalt abbildet. Dies führt auf Modelle mit nichtlokalen Operationen über Wortgerüste oder auf ein Modell der wortbasierten Morphologie.
Der zweite Analyseweg liegt insbesondere dann nahe, wenn diese Bildungen produktiv sind, sich also eine Operation des Vokalwechsels immer wieder aufs Neue abspielen könnte, anstatt dass der Prozess sprachhistorisch erstarrt ist (also unproduktiv ist und nur noch eine diachrone Erklärung darstellt).